# 盧米婭·希里吉
盧米婭·希里吉（Loumia Hiridjee，1962年3月1日—2008年11月26日）出生於馬達加斯加的塔那那利佛，是知名內衣品牌丹丹公主的共同創辦人之一。

## 生平
他們是穆斯林家庭，最早來自於印度古加拉特邦，舉家前往馬達加斯加的塔那那利佛發展，祖父輩是乾果商人、父親則是開一家五金行，1975年馬達加斯加政治局勢動盪，在盧米婭·希里吉13歲的時候，舉家搬遷到法國。來到法國10年後的1985年，盧米婭·希里吉對於巴黎的時尚和流行非常喜愛，便邀請姐姐夏瑪·希里吉共同創業，於是他們成立了一個內衣品牌丹丹公主（Princesse tam.tam），商品設定在多數人能接受的中間價位，使得品牌很快就受到年輕女性的喜愛，使得他們的展店非常迅速。
2005年日本迅銷零售控股公司，看上了丹丹公主的市場佔有率，便將公司股份從盧米婭·希里吉完成收購，但是他仍然在丹丹公主的公司繼續工作。2007年她對於自己的家庭想要尋根，因此帶著丈夫和三位子女搬到印度，次年2008年11月26日，她和先生在孟買的奧布羅伊酒店，遇到2008年孟買連環恐怖襲擊，兩人雙雙身亡。

## 出版
- 1996年：偕同姐姐共同著作《Je monte ma boîte》[6]

## 受獎
- 1994年：由法國的新經濟學家（法语：Le Nouvel Économiste）報，給予年度最佳經理人獎[7]
- 1998年：凱歌獎

## 相關連結
- 丹丹公主官方網站：https://www.princessetamtam.com/ （页面存档备份，存于）
- Instagram：princessetamtam